# Bauger Fútbol Club
La Escuela de Fútbol Jorge Rolando Bauger Inc. es un equipo de fútbol ubicado en Santo Domingo, República Dominicana.

## Historia
Fundada en 1989 como Escuela de Fútbol Jorge Rolando Bauger por el argentino Jorge Rolando Bauger, es la institución pionera de las instituciones deportivas especializadas en la enseñanza y promoción del fútbol en la República Dominicana.
La Escuela Bauger lleva más de dos décadas ofreciendo sus servicios a la comunidad deportiva de la República Dominicana, y durante este período sus equipos representativos han participado con éxito en múltiples certámenes, tanto locales, nacionales, regionales como internacionales. En la Escuela se han formado jugadores y técnicos que han integrado diferentes selecciones, tanto de la Asociación de fútbol del Distrito Nacional como nacionales. En 2010 el equipo cambió su nombre a Bauger FC.

## Directiva
| Cargo              | Nombre               |
| ------------------ | -------------------- |
| Presidente         | Jorge Rolando Bauger |
| Vicepresidente     | Salvatore Russo      |
| Director deportivo | Jorge Allen Bauger   |